# Campionato Paranaense
Il Campionato Paranaense è il campionato di calcio dello stato del Paraná, in Brasile. Si svolge dal 1915: dalla fine degli anni trenta è organizzato dalla Federação Paranaense de Futebol (FPF).

## Stagione 2024
- Andraus
- Athl. Paranaense
- Azuriz
- FC Cascavel
- Cianorte
- Coritiba
- Template:Calcio Galo Maringa
- Londrina
- Maringá
- Operário-PR
- PSTC
- São Joseense

## Albo d'oro
| Anno | Vincitore        | Finalista         |
| ---- | ---------------- | ----------------- |
| 1915 | Internacional    | Paraná SC         |
| 1916 | Coritiba         | Britânia          |
| 1917 | América          | Internacional     |
| 1918 | Britânia         | Internacional     |
| 1919 | Britânia         | Coritiba          |
| 1920 | Britânia         | Coritiba          |
| 1921 | Britânia         | Palestra Itália   |
| 1922 | Britânia         | Savóia            |
| 1923 | Britânia         | Operário-PR       |
| 1924 | Palestra Itália  | Coritiba          |
| 1925 | Athl. Paranaense | Savóia            |
| 1926 | Palestra Itália  | Savóia            |
| 1927 | Coritiba         | Athl. Paranaense  |
| 1928 | Britânia         | Athl. Paranaense  |
| 1929 | Athl. Paranaense | Operário-PR       |
| 1930 | Athl. Paranaense | Operário-PR       |
| 1931 | Coritiba         | Guarani           |
| 1932 | Palestra Itália  | Operário-PR       |
| 1933 | Coritiba         | Nova Rússia       |
| 1934 | Athl. Paranaense | Operário-PR       |
| 1935 | Coritiba         | Olinda            |
| 1936 | Athl. Paranaense | Operário-PR       |
| 1937 | Ferroviário      | Operário-PR       |
| 1938 | Ferroviário      | Operário-PR       |
| 1939 | Coritiba         | Pinheiral         |
| 1940 | Athl. Paranaense | Ferroviário       |
| 1941 | Coritiba         | Jacarezinho       |
| 1942 | Coritiba         | Ferroviário       |
| 1943 | Athl. Paranaense | Coritiba          |
| 1944 | Ferroviário      | Coritiba          |
| 1945 | Athl. Paranaense | Coritiba          |
| 1946 | Coritiba         | Ferroviário       |
| 1947 | Coritiba         | Ferroviário       |
| 1948 | Ferroviário      | Athl. Paranaense  |
| 1949 | Athl. Paranaense | Ferroviário       |
| 1950 | Ferroviário      | Coritiba          |
| 1951 | Coritiba         | Jacarezinho       |
| 1952 | Coritiba         | Palestra Itália   |
| 1953 | Ferroviário      | Cambaraense       |
| 1954 | Coritiba         | Jacarezinho       |
| 1955 | Monte Alegre     | Ferroviário       |
| 1956 | Coritiba         | Guarani           |
| 1957 | Coritiba         | Ferroviário       |
| 1958 | Athl. Paranaense | Operário-PR       |
| 1959 | Coritiba         | Londrina          |
| 1960 | Coritiba         | Mandaguari        |
| 1961 | Comercial        | Operário-PR       |
| 1962 | Londrina         | Coritiba          |
| 1963 | Grêmio Maringá   | Ferroviário       |
| 1964 | Grêmio Maringá   | Seleto            |
| 1965 | Ferroviário      | Grêmio Maringá    |
| 1966 | Ferroviário      | União Bandeirante |
| 1967 | Água Verde       | Grêmio Maringá    |
| 1968 | Coritiba         | Athl. Paranaense  |
| 1969 | Coritiba         | Ferroviário       |
| 1970 | Athl. Paranaense | Coritiba          |
| 1971 | Coritiba         | União Bandeirante |
| 1972 | Coritiba         | Athl. Paranaense  |
| 1973 | Coritiba         | Athl. Paranaense  |
| 1974 | Coritiba         | Athl. Paranaense  |
| 1975 | Coritiba         | Colorado          |
| 1976 | Coritiba         | Matsubara         |
| 1977 | Grêmio Maringá   | Coritiba          |
| 1978 | Coritiba         | Athl. Paranaense  |
| 1979 | Coritiba         | Colorado          |
| 1980 | Cascavel         | Londrina          |
| 1980 | Colorado         | Londrina          |
| 1981 | Londrina         | Grêmio Maringá    |
| 1982 | Athl. Paranaense | Colorado          |
| 1983 | Athl. Paranaense | Coritiba          |
| 1984 | Pinheiros        | Coritiba          |
| 1985 | Athl. Paranaense | Pinheiros         |
| 1986 | Coritiba         | Pinheiros         |
| 1987 | Pinheiros        | Athl. Paranaense  |
| 1988 | Athl. Paranaense | Pinheiros         |
| 1989 | Coritiba         | União Bandeirante |
| 1990 | Athl. Paranaense | Coritiba          |
| 1991 | Paraná           | Athl. Paranaense  |
| 1992 | Londrina         | União Bandeirante |
| 1993 | Paraná           | Londrina          |
| 1994 | Paraná           | Londrina          |
| 1995 | Paraná           | Coritiba          |
| 1996 | Paraná           | Coritiba          |
| 1997 | Paraná           | Athl. Paranaense  |
| 1998 | Athl. Paranaense | Coritiba          |
| 1999 | Coritiba         | Paraná            |
| 2000 | Athl. Paranaense | Coritiba          |
| 2001 | Athl. Paranaense | Paraná            |
| 2002 | Iraty            | Grêmio Maringá    |
| 2003 | Coritiba         | Paranavaí         |
| 2004 | Coritiba         | Athl. Paranaense  |
| 2005 | Athl. Paranaense | Coritiba          |
| 2006 | Paraná           | ADAP              |
| 2007 | Paranavaí        | Paraná            |
| 2008 | Coritiba         | Athl. Paranaense  |
| 2009 | Athl. Paranaense | Coritiba          |
| 2010 | Coritiba         | Athl. Paranaense  |
| 2011 | Coritiba         | Athl. Paranaense  |
| 2012 | Coritiba         | Athl. Paranaense  |
| 2013 | Coritiba         | Athl. Paranaense  |
| 2014 | Londrina         | Maringá           |
| 2015 | Operário-PR      | Coritiba          |
| 2016 | Athl. Paranaense | Coritiba          |
| 2017 | Coritiba         | Athl. Paranaense  |
| 2018 | Athl. Paranaense | Coritiba          |
| 2019 | Athl. Paranaense | Toledo            |
| 2020 | Athl. Paranaense | Coritiba          |
| 2021 | Londrina         | FC Cascavel       |
| 2022 | Coritiba         | Maringá           |
| 2023 | Athl. Paranaense | FC Cascavel       |
| 2024 | Athl. Paranaense | Maringá           |

## Titoli per squadra
Le squadre contrassegnate da un asterisco (*) non sono più attive.
| Squadra             | Città             | Titoli |
| ------------------- | ----------------- | ------ |
| Coritiba            | Curitiba          | 39     |
| Atlético Paranaense | Curitiba          | 28     |
| Ferroviário *       | Curitiba          | 8      |
| Britânia *          | Curitiba          | 7      |
| Paraná              | Curitiba          | 7      |
| Londrina            | Londrina          | 5      |
| Grêmio Maringá      | Maringá           | 3      |
| Pinheiros *         | Curitiba          | 3      |
| Palestra Itália *   | Curitiba          | 3      |
| Iraty               | Irati             | 1      |
| Cascavel EC *       | Cascavel          | 1      |
| Colorado *          | Curitiba          | 1      |
| Monte Alegre *      | Telêmaco Borba    | 1      |
| Comercial *         | Cornélio Procópio | 1      |
| América *           | Curitiba          | 1      |
| Internacional *     | Curitiba          | 1      |
| Paranavaí           | Paranavaí         | 1      |
| Operário            | Ponta Grossa      | 1      |